# Records du Top Singles & Titres
Cet article traite des records du Top Singles en France, depuis la création de ce classement en novembre 1984.

## Records du classement des ventes (1984-2020)
Créé en novembre 1984, le Top 50 est un classement des meilleures ventes de singles.
En janvier 2011, le classement des ventes physiques fusionne avec celui des ventes par téléchargements.
Le classement des meilleures ventes de singles s'arrête à la fin de l'année 2020, compte tenu de l'essor du streaming.

### Artistes ayant classé le plus de titres à la1replace
| Nombre | Artiste           | Titres |
| ------ | ----------------- | --- |
| 21     | Mylène Farmer     | Pourvu qu'elles soient douces, Désenchantée, XXL, Slipping Away (Crier la vie), Dégénération, Appelle mon numéro, Si j'avais au moins..., C'est dans l'air, Sextonik, Oui mais... non, Bleu noir, Lonely Lisa, À l'ombre, Stolen Car, City of Love, Rolling Stone, Libertine, N'oublie pas, Désobéissance, Des larmes, L'Âme dans l'eau |
| 9      | Johnny Hallyday   | Tous ensemble, Marie, Mon plus beau Noël, La Loi du silence, Ça n'finira jamais, Je te promets, J'en parlerai au diable, Deux sortes d'hommes, Le Cœur en deux (Live) |
| 6      | Céline Dion       | Pour que tu m'aimes encore, Je sais pas, My Heart Will Go On, Sous le vent, Et s'il n'en restait qu'une (je serais celle-là), Encore un soir |
| 6      | Lady Gaga         | Poker Face, Bad Romance, Perfect Illusion, Shallow, Always Remember Us This Way, Stupid Love |
| 6      | Indochine         | J'ai demandé à la lune, La vie est belle, Un été français, Station 13, Karma Girls, Nos célébrations |
| 6      | Rihanna           | Don't Stop the Music, Man Down, We Found Love, Diamonds, The Monster, Work |
| 5      | Shakira           | Whenever, Wherever, Hips Don't Lie, Beautiful Liar, Waka Waka (This Time for Africa), Je l'aime à mourir (La quiero a morir) |
| 4      | Justin Bieber     | Baby, Let Me Love You, I Don't Care, Stuck with U |
| 4      | Daft Punk         | One More Time, Get Lucky, Starboy, I Feel It Coming |
| 4      | Garou             | Belle, Seul, Sous le vent, La Rivière de notre enfance |
| 4      | David Guetta      | Gettin' Over You, Sweat, Dangerous, This One's for You |
| 4      | Elton John        | Sacrifice, Don't Let the Sun Go Down on Me, Can You Feel the Love Tonight, Candle in the Wind 1997 |
| 4      | Maître Gims       | J'me tire, Game Over, La Même, Bella ciao |
| 4      | Florent Pagny     | N'importe quoi, Savoir aimer, Ma liberté de penser, Pour les gens du secours |
| 4      | Stromae           | Alors on danse, Papaoutai, Formidable, Tous les mêmes |
| 4      | Pharrell Williams | Get Lucky, Blurred Lines, Happy, Feels |
| 4      | Michaël Youn      | Le Frunkp, Fous ta cagoule, Mauvaise foi nocturne (La réponse), Parle à ma main |
| 3      | Adele             | Someone Like You, Skyfall, Hello |
| 3      | Booba             | OKLM, É.L.É.P.H.A.N.T, DKR |
| 3      | BTS               | On, Dynamite, Life Goes On |
| 3      | Crazy Frog        | Axel F, Popcorn, We Are the Champions (Ding a Dang Dong) |
| 3      | François Feldman  | Les Valses de Vienne, Petit Frank, Joy |
| 3      | Michael Jackson   | Black or White, You Are Not Alone, You Rock My World |
| 3      | Madonna           | La isla bonita, Don't Cry for Me Argentina, Hung Up |
| 3      | Pascal Obispo     | Fan, Mauvaise foi nocturne (La réponse), Pour les gens du secours |
| 3      | Ed Sheeran        | Shape of You, Perfect, I Don't Care |
| 3      | Sia               | Chandelier, Cheap Thrills, On |
| 3      | Britney Spears    | ...Baby One More Time, Womanizer, Scream and Shout |
| 3      | Tragédie          | Hey oh, Sexy pour moi, Gentleman |
| 3      | The Weeknd        | Starboy, I Feel It Coming, Blinding Lights |

### Artistes ayant classé le plus de titres dans le Top 10
| Artiste          | Nombre | Titres |
| ---------------- | ------ | --- |
| Mylène Farmer,   | 58     | Libertine, Tristana, Sans contrefaçon, Ainsi soit je..., Pourvu qu'elles soient douces, Sans logique, À quoi je sers, Allan (live), Plus grandir (live), Désenchantée, Regrets, Je t'aime mélancolie, Beyond My Control, Que mon cœur lâche, XXL, L'Instant X, California, Comme j'ai mal, Rêver, La Poupée qui fait non, L'Âme-Stram-Gram, Je te rends ton amour, Souviens-toi du jour…, Optimistique-moi, Innamoramento, Dessine-moi un mouton (live), L'histoire d'une fée, c'est…, Les Mots, C'est une belle journée, Pardonne-moi, Fuck Them All, Q.I., Redonne-moi, L'amour n'est rien..., Peut-être toi, Slipping Away (Crier la vie), Avant que l'ombre... (live), Déshabillez-moi (live), Dégénération, Appelle mon numéro, Si j'avais au moins…, C'est dans l'air, Sextonik, Oui mais... non, Bleu noir, Lonely Lisa, Du temps, À l'ombre, Je te dis tout, Monkey Me, Stolen Car, Stolen Car (Remixes), City of Love, Rolling Stone, N'oublie pas, Désobéissance, Des larmes, L'âme dans l'eau |
| Johnny Hallyday, | 41     | Que je t'aime, Requiem pour un fou, Quelque chose de Tennessee, J'oublierai ton nom, Je te promets, Laura, L'Envie, Mirador, Diego libre dans sa tête, Ça ne change pas un homme, Dans un an ou un jour, Je serai là, J'la croise tous les matins, L'Hymne à l'amour, Ce que je sais, Allumer le feu, Requiem pour un fou (live), Vivre pour le meilleur, Un jour viendra, Sang pour sang, Pardon, On a tous besoin d'amour, Tous ensemble, Marie, Ne reviens pas, L'Instinct, Je n'ai jamais pleuré, Tout au bout de nos peines, Ma religion dans son regard, Mon plus beau Noël, Le temps passe, La Loi du silence, La Quête, Always, Ça n'finira jamais, Et maintenant, J'en parlerai au diable, Pardonne-moi, Diego libre dans sa tête (2019), Deux sortes d'hommes, Le Cœur en deux (Live) |
| David Guetta,    | 28     | Love Don't Let Me Go, Love Is Gone, Baby When the Light, Tomorrow Can Wait, When Love Takes Over, Sexy Bitch, Memories, Gettin' Over You, Who's That Chick?, Sweat, Where Them Girls At, Little Bad Girl, Without You, Titanium, Turn Me On, She Wolf (Falling to Pieces), Play Hard, Shot Me Down, Bad, Lovers on the Sun, Dangerous, Hey Mama, Bang My Head, This One's for You, 2U, Flames, Say My Name, Let's Love |
| Booba,           | 25     | Caramel, A.C. Milan, Parlons peu, La mort leur va si bien, OKLM, Même tarif, Validée, JDC, Salside, É.L.É.P.H.A.N.T, DKR, Paris c'est loin, Mula, Nougat, Kiname, Oh bah oui, Tuba Life, Gotham, BB, Kyll, PGP, Médicament, Arc-en-ciel, Jauné, 5G |
| Madonna          | 22     | Like a Virgin, Into the Groove, Live to Tell, Papa Don't Preach, True Blue, La isla bonita, Who's That Girl, Like a Prayer, Vogue, This Used to Be My Playground, Secret, Don't Cry for Me Argentina, Frozen, American Pie, Music, American Life, Hung Up, Sorry, 4 Minutes, Give It 2 Me, Celebration, Give Me All Your Luvin' |
| Rihanna,         | 22     | Unfaithful, Umbrella, Don't Stop the Music, Disturbia, Russian Roulette, Rude Boy, Love the Way You Lie, Only Girl (In the World), S&M, Who's That Chick?, Man Down, We Found Love, Where Have You Been, Diamonds, Stay, The Monster, Can't Remember to Forget You, FourFiveSeconds, Bitch Better Have My Money, Work, This Is What You Came For, Wild Thoughts |
| Lady Gaga,       | 21     | Poker Face, LoveGame, Eh, Eh (Nothing Else I Can Say), Paparazzi, Bad Romance, Telephone, Alejandro, Born This Way, Judas, The Edge of Glory, Applause, Do What U Want, Venus, Dope, Perfect Illusion, The Cure, Shallow, Always Remember Us This Way, I'll Never Love Again, Stupid Love, Rain On Me |
| (Maître) Gims,   | 20     | J'me tire, Bella, Changer, Game Over, Zombie, Est-ce que tu m'aimes ?, Laissez passer, Brisé, Sapés comme jamais, Tu vas me manquer, Elle avait son djo, Ce soir ne sors pas, Caméléon, Mi Gna, Loup-garou, La même, Bella Ciao, Miami Vice, Reste, Jusqu'ici tout va bien |
| Michael Jackson  | 19     | Bad, Dirty Diana, Smooth Criminal, Black or White, Remember the Time, In the Closet, Jam, Who Is It, Heal the World, Give in to Me, Scream, You Are Not Alone, Earth Song, They Don't Care About Us, Why, Blood on the Dance Floor, You Rock My World, Wanna Be Startin' Somethin' 2008, Love Never Felt So Good |
| Céline Dion,     | 18     | Un garçon pas comme les autres (Ziggy), The Power of Love, Pour que tu m'aimes encore, Je sais pas, All by Myself, Tell Him, My Heart Will Go On, S'il suffisait d'aimer, That's the Way It Is, Sous le vent, I'm Alive, Tout l'or des hommes, Je ne vous oublie pas, Et s'il n'en restait qu'une (Je serais celle-là), Taking Chances, Parler à mon père, Encore un soir, Flying On My Own |
| Britney Spears,  | 15     | ...Baby One More Time, (You Drive Me) Crazy, Born to Make You Happy, Oops!... I Did It Again, I'm a Slave 4 U, Toxic, Everytime, Gimme More, Womanizer, Circus, 3, Till The World Ends, I Wanna Go, Scream & Shout, Work Bitch |

### Titres restés le plus longtempsno1
| Semaines | Chanson                                            | Artiste                                                                                      | Année |
| -------- | -------------------------------------------------- | -------------------------------------------------------------------------------------------- | ----- |
| 22       | Happy                                              | Pharrell Williams                                                                            | 2013  |
| 22       | Shallow                                            | Lady Gaga & Bradley Cooper                                                                   | 2018  |
| 20       | Mambo No. 5 (A little bit of…)                     | Lou Bega                                                                                     | 1999  |
| 18       | Belle                                              | Daniel Lavoie, Patrick Fiori & Garou (Notre-Dame de Paris)                                   | 1998  |
| 18       | Despacito                                          | Luis Fonsi feat. Daddy Yankee                                                                | 2017  |
| 18       | Jerusalema (remix)                                 | Master KG feat. Burna Boy & Nomcebo Zikode                                                   | 2020  |
| 17       | Les Rois du monde                                  | Philippe d'Avilla, Damien Sargue & Grégori Baquet (Roméo et Juliette, de la haine à l'amour) | 2000  |
| 16       | 7 seconds                                          | Youssou N'Dour & Neneh Cherry                                                                | 1994  |
| 15       | Dur dur d'être bébé !                              | Jordy                                                                                        | 1992  |
| 15       | Living on My Own (No More Brothers remix)          | Freddie Mercury                                                                              | 1993  |
| 15       | Ces soirées-là                                     | Yannick                                                                                      | 2000  |
| 15       | Dragostea din tei                                  | O-Zone                                                                                       | 2004  |
| 15       | Un monde parfait                                   | Ilona Mitrecey                                                                               | 2005  |
| 15       | Prayer in C (Robin Schulz remix)                   | Lilly Wood and the Prick & Robin Schulz                                                      | 2014  |
| 15       | Shape of You                                       | Ed Sheeran                                                                                   | 2017  |
| 14       | Dance Monkey                                       | Tones and I                                                                                  | 2019  |
| 13       | Les Démons de minuit                               | Images                                                                                       | 1986  |
| 13       | Viens boire un p'tit coup à la maison              | Licence IV                                                                                   | 1987  |
| 13       | Gangsta's Paradise                                 | Coolio feat. L.V.                                                                            | 1995  |
| 13       | Freed from Desire                                  | Gala                                                                                         | 1997  |
| 13       | My Heart Will Go On                                | Céline Dion                                                                                  | 1998  |
| 13       | Axel F                                             | Crazy Frog                                                                                   | 2005  |
| 13       | Mignon, Mignon                                     | René la Taupe                                                                                | 2010  |
| 13       | Blinding Lights                                    | The Weeknd                                                                                   | 2019  |
| 12       | Lambada                                            | Kaoma                                                                                        | 1989  |
| 12       | Pour que tu m'aimes encore                         | Céline Dion                                                                                  | 1995  |
| 12       | La Tribu de Dana                                   | Manau                                                                                        | 1998  |
| 12       | Tu m'oublieras                                     | Larusso                                                                                      | 1998  |
| 11       | Joe le taxi                                        | Vanessa Paradis                                                                              | 1987  |
| 11       | La bamba                                           | Los Lobos                                                                                    | 1987  |
| 11       | La Zoubida                                         | Lagaf'                                                                                       | 1991  |
| 11       | Children                                           | Robert Miles                                                                                 | 1996  |
| 11       | Seul                                               | Garou                                                                                        | 2000  |
| 11       | The Ketchup Song (Aserejé)                         | Las Ketchup                                                                                  | 2002  |
| 11       | Tired of Being Sorry (Laisse le destin l'emporter) | Enrique Iglesias feat. Nâdiya                                                                | 2008  |
| 11       | J'aimerais tellement                               | Jena Lee                                                                                     | 2009  |
| 11       | Call Me Maybe                                      | Carly Rae Jepsen                                                                             | 2012  |
| 11       | Uptown Funk                                        | Mark Ronson feat. Bruno Mars                                                                 | 2014  |
| 11       | Hello                                              | Adele                                                                                        | 2015  |
| 10       | Ouragan                                            | Stéphanie                                                                                    | 1986  |
| 10       | Pour toi Arménie                                   | Collectif                                                                                    | 1989  |
| 10       | Can You Feel the Love Tonight                      | Elton John                                                                                   | 1994  |
| 10       | Alane                                              | Wes                                                                                          | 1997  |
| 10       | It Wasn't Me                                       | Shaggy feat. Ricardo "Rikrok" Ducent                                                         | 2001  |
| 10       | Stach stach                                        | Bratisla Boys                                                                                | 2002  |
| 10       | Chihuahua                                          | DJ BoBo                                                                                      | 2003  |
| 10       | Si demain... (Turn Around)                         | Kareen Antonn & Bonnie Tyler                                                                 | 2004  |
| 10       | Alors on danse                                     | Stromae                                                                                      | 2010  |
| 10       | Over the Rainbow                                   | Israel Kamakawiwoʻole                                                                        | 2010  |
| 10       | Cheerleader (Felix Jaehn remix)                    | OMI                                                                                          | 2015  |

### Titres restés le plus longtemps dans le Top 10
| Semaines | Chanson                                            | Artiste                                           | Année |
| -------- | -------------------------------------------------- | ------------------------------------------------- | ----- |
| 46       | Shallow                                            | Lady Gaga & Bradley Cooper                        | 2018  |
| 37       | Happy                                              | Pharrell Williams                                 | 2013  |
| 37       | Dance Monkey                                       | Tones and I                                       | 2019  |
| 36       | Shape of You                                       | Ed Sheeran                                        | 2017  |
| 35       | Chandelier                                         | Sia                                               | 2014  |
| 35       | Blinding Lights                                    | The Weeknd                                        | 2019  |
| 33       | À nos souvenirs                                    | Trois Cafés gourmands                             | 2018  |
| 31       | Pour que tu m'aimes encore                         | Céline Dion                                       | 1995  |
| 31       | Belle                                              | Daniel Lavoie, Patrick Fiori & Garou              | 1998  |
| 31       | Moi... Lolita                                      | Alizée                                            | 2000  |
| 30       | L'Envie d'aimer                                    | Daniel Lévi                                       | 2000  |
| 30       | This Girl                                          | Kungs vs Cookin' on 3 Burners feat. Kylie Auldist | 2016  |
| 29       | I Feel It Coming                                   | The Weeknd feat. Daft Punk                        | 2016  |
| 29       | Despacito                                          | Luis Fonsi feat. Daddy Yankee                     | 2017  |
| 28       | Un monde parfait                                   | Ilona Mitrecey                                    | 2005  |
| 28       | Tired of Being Sorry (Laisse le destin l'emporter) | Enrique Iglesias feat. Nâdiya                     | 2008  |
| 28       | Prayer in C (Robin Schulz remix)                   | Lilly Wood and the Prick & Robin Schulz           | 2014  |
| 28       | Human                                              | Rag'n'Bone Man                                    | 2016  |
| 27       | Ça m'énerve                                        | Helmut Fritz                                      | 2009  |
| 27       | Formidable                                         | Stromae                                           | 2013  |
| 26       | Dur dur d'être bébé                                | Jordy                                             | 1992  |
| 26       | Tu m'oublieras                                     | Larusso                                           | 1998  |
| 26       | Mambo No. 5 (A little bit of...)                   | Lou Bega                                          | 1999  |
| 26       | Call Me Maybe                                      | Carly Rae Jepsen                                  | 2012  |
| 26       | Get Lucky                                          | Daft Punk feat. Pharrell Williams & Nile Rodgers  | 2013  |
| 26       | Blurred Lines                                      | Robin Thicke feat. T.I. & Pharrell Williams       | 2013  |
| 26       | Don't Be So Shy (Filatov & Karas remix)            | Imany                                             | 2016  |
| 26       | Balance ton quoi                                   | Angèle                                            | 2019  |
| 25       | 7 Seconds                                          | Youssou N'Dour & Neneh Cherry                     | 1994  |
| 25       | La Même                                            | Maître Gims & Vianney                             | 2018  |
| 25       | Always Remember Us This Way                        | Lady Gaga                                         | 2018  |

## Records du classement des téléchargements (2005-2011)

### Artistes ayant classé le plus de titres à la1replace
| Nombre | Artiste       | Titres                                                                    |
| ------ | ------------- | ------------------------------------------------------------------------- |
| 4      | Rihanna       | SOS, Don't Stop the Music, Love the Way You Lie, Only Girl (In the World) |
| 3      | Mylène Farmer | Slipping Away (Crier la vie), Dégénération, Oui mais... non               |
| 3      | Shakira       | Hips Don't Lie, Waka Waka (This Time for Africa), Loca                    |

### Titres restés le plus longtempsno1
| Semaines | Chanson                          | Artiste                     | Année |
| -------- | -------------------------------- | --------------------------- | ----- |
| 16       | Hung Up                          | Madonna                     | 2005  |
| 14       | Relax, Take It Easy              | Mika                        | 2007  |
| 14       | New Soul                         | Yael Naim                   | 2007  |
| 12       | Don't Stop The Music             | Rihanna                     | 2007  |
| 10       | Crazy                            | Gnarls Barkley              | 2006  |
| 10       | American Boy                     | Estelle feat. Kanye West    | 2008  |
| 10       | Ça m'énerve                      | Helmut Fritz                | 2009  |
| 10       | Sexy Bitch                       | David Guetta feat. Akon     | 2009  |
| 10       | Waka Waka (This Time for Africa) | Shakira feat. Freshlyground | 2010  |

## Records du classement mégafusion (depuis 2017)
En février 2017, est créé le classement mégafusion, qui regroupe les ventes de singles avec les écoutes en streaming.
Les téléchargements ou les ventes physiques d’un titre sont convertis en « équivalent streams » sur la base de 1 téléchargement ou 1 vente physique = 150 streams. Le nombre d’équivalents streams obtenu est ensuite ajouté aux volumes de streaming de ce titre.

### Artistes ayant classé le plus de titres à la1replace
| Nombre | Artiste         | Titres |
| ------ | --------------- | --- |
| 13     | Damso           | Mwaka Moon, Ipséité, Smog, Rêves bizarres, Tricheur, Morose, Dégaine, Rencontre, Nocif, Cœur de ice, La rue, Pyramide, Alpha                   |
| 12     | Ninho           | Air Max, Goutte d'eau, Méchant, 6.3, Lettre à une femme, Grand bain, Jefe, Tout va bien, Jolie, C’est carré le S, Freestyle LVL UP 1, Eurostar |
| 10     | Booba           | Petite fille, Madrina, Sale Mood, PGP, Médicament, Arc-en-ciel, Jauné, 5G, Ratpi World, Mona Lisa                                              |
| 8      | SCH             | Bande organisée, 9 1 1 3, Mother Fuck, Marché noir, Mannschaft, Le Classico organisé, Fade up, Lif                                             |
| 5      | Jul             | Toto et Ninetta, Bande organisée, Mother Fuck, Loi de la calle, Le Classico organisé                                                           |
| 5      | Aya Nakamura    | Djadja, Copines, Jolie Nana, Plus jamais, Dégaine                                                                                              |
| 4      | Naps            | 6.3, Bande organisée, La kiffance, Le Classico organisé                                                                                        |
| 4      | Gambi           | Hé oh, Popopop, Dans l'espace, Petete |
| 4      | Orelsan         | Rêves bizarres, Jour meilleur, L'Odeur de l'essence, Peon                                                                                      |
| 3      | Gazo            | Le Classico organisé, Celine 3X, Die |
| 3      | Heuss l'Enfoiré | Khapta, Ne reviens pas, Dans l'espace |
| 3      | Niska           | Réseaux, Médicament , Méchant |
| 3      | PNL             | À l'ammoniaque, 91's, Au DD |
| 3      | Soso Maness     | Bande organisée, Petrouchka, Le Classico organisé                                                                                              |

### Titres restés le plus longtempsno1
| Semaines | Chanson         | Artiste                                                  | Année |
| -------- | --------------- | -------------------------------------------------------- | ----- |
| 18       | Petit génie     | Jungeli                                                  | 2023  |
| 15       | Shape of You    | Ed Sheeran                                               | 2017  |
| 13       | Despacito       | Luis Fonsi feat. Daddy Yankee                            | 2017  |
| 13       | Die             | Gazo                                                     | 2022  |
| 12       | Bande organisée | SCH, Kofs, Jul, Naps, Soso Maness, Elams, Solda & Houari | 2020  |
| 11       | Réseaux         | Niska                                                    | 2017  |
| 10       | La Kiffance     | Naps                                                     | 2021  |

### Artistes ayant classé le plus de titres dans le Top 10
| Artiste      | Nombre |
| ------------ | ------ |
| Ninho        | 95     |
| Damso        | 54     |
| Booba        | 43     |
| Jul          | 38     |
| Niska        | 37     |
| SCH          | 36     |
| Orelsan      | 21     |
| Vald         | 21     |
| Aya Nakamura | 18     |

## Sources
- Top 200 Singles hebdomadaire sur Charts in France
- Les charts français